# Jan Hoogenbosch
Johannes Cornelis Antonius Hoogenbosch (Den Helder, 7 juni 1921 – Goes, 1 juni 1999) was een scheepsbouwkundig ingenieur en ontwerper.
Maassluis werd in de jaren 50 van de twintigste eeuw mede groot door de aanwezigheid van het sleepvaartbedrijf Smit & Co. In latere jaren is het bedrijf samengegaan met Smit-Lloyd, waardoor het hoofdkantoor naar Rotterdam verhuisde. Vervolgens werd de naam Smit Internationale.
Het Maassluisje was het eerste ontwerp van Hoogenbosch. Onder leiding van G. Langelaar, die toentertijd hoofd technische dienst bij Smit & Co was, kreeg hij de ruimte als scheepsbouwkundig ingenieur en ontwerper. Zowel voor het onderhoud van de bestaande vloot als voor de nieuwbouw van de haven- en zeeslepers was de inzet van Hoogenbosch van essentieel belang. Zonder deze ontwerper zou er geen Clyde (1957) noch een Elbe (zusterschip van de Clyde) in dienst gesteld zijn. Karakteristiek voor de ontwerpen van deze ingenieur is de vormgeving van de schepen. Dit komt naar voren door de belijningen die ook bij luxe jachten te herkennen zijn. In 1963 is het vervolg van deze ontwikkeling in de ontwerpen terug te vinden. Het komt vooral naar voren in het ontwerp van de zeesleper de Zwarte Zee IV (1963). Het schip is gedoopt door H.K.H. prinses Beatrix.

## Smit-Lloyd
Hoogenbosch ontwierp voor Smit-Lloyd een nieuw type bevoorrader, de A-klasse supplier. Hiervan zouden er zeven worden gebouwd. In hoog tempo liepen deze schepen bij werven als Van der Giessen-de Noord uit Krimpen aan den IJssel en Alblasserdam, Scheepswerf De Hoop uit Lobith, Scheepswerf v/h H.H. Bodewes uit Millingen en De Waal uit Zaltbommel van stapel. De schepen kregen alle de naam 'Smit-Lloyd' gevolgd door een nummer. Er volgde een stormachtige groei. Vaak werden er al contracten gesloten nog voordat de bevoorraders van de helling kwamen. Onder leiding van directeur dhr. Rom W. Scheffer gingen de Smit-Lloyd schepen wereldwijd aan de slag. Na de eerste A-klasse schepen -die alleen konden bevoorraden- kwamen er andere series, die daarnaast ook sleep- en ankerwerk konden verrichten. In de jaren tachtig verscheen de 120-klasse, de zwaarste suppliers uit de Smit-Lloyd vloot, met een vermogen van 9.500 pk. Deze deden niet onder voor de sterke zeeslepers uit die tijd. Van deze serie werden er vier op stapel gezet.

## Vermeldingen
Hoogenbosch wordt op de website van Smit-Lloyd en in het boek 'Smit-Lloyd story' diverse malen ten tonele gevoerd.

## Maatschappelijk
Naast jarenlang lid te zijn geweest van de gemeenteraad in Maassluis, is Hoogenbosch negentien jaar voorzitter van de Stichting voor katholiek onderwijs in Maassluis geweest.

## Onderscheiding
In 1985 werd Hoogenbosch benoemd tot Ridder in de Orde van Oranje-Nassau.